# Miltochrista calliginoides
Miltochrista calliginoides är en fjärilsart som beskrevs av Pieter Cornelius Tobias Snellen 1879. Miltochrista calliginoides ingår i släktet Miltochrista och familjen björnspinnare. Inga underarter finns listade i Catalogue of Life.